# Saint-Gervais-d'Auvergne
 Saint-Gervais-d'Auvergne  là một xã ở tỉnh Puy-de-Dôme trong vùng Auvergne-Rhône-Alpes, Pháp. Xã này có diện tích 47,35 km², dân số năm 2006 là 1466 người. Khu vực này có độ cao 729 mét trên mực nước biển.